# Protocole de Londres (1830)
Pour les articles homonymes, voir Protocole de Londres.
Le Protocole de Londres du 3 février 1830 est un accord entre les trois grandes puissances (Grande-Bretagne, France et Russie) amendant les décisions du protocole de 1829 et faisant de la Grèce une principauté indépendante et souveraine.

## Protocole
À la suite de la guerre d'indépendance grecque (débutée en 1821) et de l'intervention des grandes puissances dans ce conflit lors de la bataille de Navarin (1827), la création d'une forme d'État autonome dans le sud de la Grèce paraît aboutir. En 1827, la Troisième Assemblée nationale grecque a confié la gouvernance de la nation naissante à Ioánnis Kapodístrias, arrivé en Grèce en janvier 1828. Parallèlement à ses efforts pour jeter les bases d'un État moderne, Kapodistrias entreprit des négociations avec les grandes puissances pour donner une constitution au nouvel État.
En mars 1829, les ministres des Affaires étrangères des grandes puissances ont signé le premier protocole de Londres, selon lequel la Grèce deviendrait un État tributaire autonome sous suzeraineté ottomane, sous un prince chrétien élu et englobant les bastions de l'insurrection grecque, la Morée (le Péloponnèse), la Grèce continentale et les Cyclades. 
Les manœuvres diplomatiques de Kapodistrias facilitées par la victoire de la Russie dans la guerre russo-turque de 1828-1829, ont entraîné une révision du protocole le 3 février 1830. La Grèce devint dès lors totalement indépendante de l'Empire ottoman et Léopold de Saxe-Cobourg (futur premier roi de la Belgique) fut choisi pour devenir son premier souverain, mais celui-ci déclina l'offre. Les frontières du pays furent alors déterminées via la ligne Aspropotamos–Spercheios, allant de l'embouchure du fleuve Aspropotamos (ou Achéloos) au fleuve Spercheios, qui se jette dans le golfe Maliaque.
Le protocole a été modifié à nouveau lors de la conférence de Londres de 1832, dont le résultat fut d'établir les frontières définitives du royaume de Grèce et de donner la couronne au prince bavarois Otto Friedrich Ludwig von Wittelsbach.